# 2018-as Formula–E ad-Diría nagydíj
A 2018-as Formula–E ad-Diría nagydíjat december 15-én rendezték. A pole-pozícióból António Félix da Costa indulhatott a BMW-vel. A versenyt is ő nyerte meg, második az előző évi bajnok, Jean-Éric Vergne, míg a harmadik a csapatot váltó Jérôme d’Ambrosio lett.

## Időmérő
Az időmérőn Rosenqvist az utolsó körén hibázott és már nem folytatták az időmérőt, ezért a szuperpole-t, ahova a legjobb hat versenyző került be, már nem futottak mért kört.
Így a Q3 alapján lett meghatározva. Később mint kiderült csak a futam rajtja előtt egy órával lett véglegesítve, mert többeket hátrasoroltak.
A végleges rajtrács:
| Helyezés   | Rajtszám | Versenyző              | Csapat                    | Idő      | Körök |
| ---------- | -------- | ---------------------- | ------------------------- | -------- | ----- |
| 1          | 28       | António Félix da Costa | BMW i Andretti Motorsport | 1:17,728 |       |
| 2          | 7        | José María López       | Geox Dragon Racing        | + 0.385  |       |
| 3          | 23       | Sébastien Buemi        | Nissan e.dams             | + 0.541  |       |
| 4          | 5        | Stoffel Vandoorne      | HWA Racelab               | + 0.762  |       |
| 5          | 25       | Jean-Éric Vergne       | DS Techeetah              | + 0.843  |       |
| 6          | 64       | Jérôme d’Ambrosio      | Mahinra Racing            | + 1.349  |       |
| 7          | 18       | André Lotterer         | DS Techeetah              | + 1.589  |       |
| 8          | 20       | Mitch Evans            | Panasonic Jaguar Racing   | + 1.984  |       |
| 9          | 22       | Oliver Rowland         | Nissan e.dams             | + 2.027  |       |
| 10         | 17       | Gary Paffett           | HWA Racelab               | + 2.201  |       |
| 11         | 48       | Edoardo Mortara        | Venturi                   | + 2.602  |       |
| 12         | 27       | Alexander Sims         | BMW i Andretti Motorsport | + 2.639  |       |
| 13         | 66       | Daniel Abt             | Audi Sport ABT Schaffler  | + 2.657  |       |
| 14         | 19       | Felipe Massa           | Venturi                   | + 2.679  |       |
| 15         | 3        | Nelson Piquet Jr.      | Panasonic Jaguar Racing   | + 3.761  |       |
| 16         | 6        | Maximilian Günther     | Geox Dragon Racing        | + 4.155  |       |
| 17         | 94       | Felix Rosenqvist       | Mahinra Racing            | + 5.309  |       |
| 18[3]      | 11       | Lucas di Grassi        | Audi Sport ABT Schaffler  | + 1.799  |       |
| 19[2]      | 2        | Sam Bird               | Envision Virgin Racing    | + 0.783  |       |
| 20[2]      | 4        | Robin Frijns           | Envision Virgin Racing    | + 1.308  |       |
| 21         | 10       | Oliver Turvey          | NIO Formula E Team        | + 2.184  |       |
| Kizárva[1] | 8        | Tom Dillmann           | NIO Formula E Team        | –        | –     |

Megjegyzések:
- ↑ 1:  Tom Dillmann autója szabálytalan volt ezért a mezőny végére sorolták. Eredetileg a 2. helyről indult volna.
- ↑ 2:  A két Virgint hátrasorolták egy pillanatnyi energiatúllépésért.
- ↑ 3:  di Grassi is hátrasorolást kapott a túlzott energiafelhasználásért.

## Futam

### FanBoost
Ettől a szezontól 5 versenyző kapja meg ezt a lehetőséget
| # | Rajtszám | Versenyző              | Csapat                    |
| - | -------- | ---------------------- | ------------------------- |
| 1 | 28       | António Félix da Costa | BMW i Andretti Motorsport |
| 2 | 66       | Daniel Abt             | Audi Sport ABT Schaffler  |
| 3 | 11       | Lucas di Grassi        | Audi Sport ABT Schaffler  |
| 4 | 19       | Felipe Massa           | Venturi                   |
| 5 | 5        | Stoffel Vandoorne      | HWA Racelab               |

### Futam
Az időmérő győztese, António Félix da Costa nyerte a versenyt és megszerezte a maga második, és az Andretti első győzelmét a sorozatban.
| Helyezés | Rajtszám | Versenyző              | Csapat                    | Kör | Idő/Kiesés oka | Rajthely | Pont |
| -------- | -------- | ---------------------- | ------------------------- | --- | -------------- | -------- | ---- |
| 1[a]     | 28       | António Félix da Costa | BMW i Andretti Motorsport | 33  | –              | 1        | 28   |
| 2        | 25       | Jean-Éric Vergne       | DS Techeetah              | 33  | + 0.462        | 5        | 18   |
| 3        | 64       | Jérôme d’Ambrosio      | Mahindra Racing           | 33  | + 4.033        | 6        | 15   |
| 4        | 20       | Mitch Evans            | Panasonic Jaguar Racing   | 33  | + 5.383        | 8        | 12   |
| 5[b]     | 18       | André Lotterer         | DS Techeetah              | 33  | + 5.579        | 7        | 10   |
| 6        | 23       | Sébastien Buemi        | Nissan e.dams             | 33  | + 6.625        | 3        | 8    |
| 7        | 22       | Oliver Rowland         | Nissan e.dams             | 33  | + 9.105        | 14       | 6    |
| 8        | 66       | Daniel Abt             | Audi Sport ABT Schaffler  | 33  | + 9.819        | 11       | 4    |
| 9        | 11       | Lucas di Grassi        | Audi Sport ABT Schaffler  | 33  | + 10.936       | 18       | 2    |
| 10       | 3        | Nelson Piquet Jr.      | Panasonic Jaguar Racing   | 33  | + 11.564       | 15       | 1    |
| 11       | 2        | Sam Bird               | Envision Virgin Racing    | 33  | + 11.747       | 19       |      |
| 12       | 4        | Robin Frijns           | Envision Virgin Racing    | 33  | + 12.189       | 20       |      |
| 13       | 10       | Oliver Turvey          | NIO Formula E Team        | 33  | + 13.104       | 21       |      |
| 14       | 8        | Tom Dillmann           | NIO Formula E Team        | 33  | + 14.273       | 22       |      |
| 15       | 6        | Maximilian Günther     | Geox Dragon Racing        | 33  | + 16.161       | 16       |      |
| 16       | 5        | Stoffel Vandoorne      | HWA Racelab               | 33  | + 20.013       | 4        |      |
| 17[c]    | 19       | Felipe Massa           | Venturi                   | 33  | + 33.610       | 12       |      |
| 18       | 27       | Alexander Sims         | BMW i Andretti Motorsport | 33  | + 47.712       | 10       |      |
| 19       | 48       | Edoardo Mortara        | Venturi                   | 32  | +1 kör         | 13       |      |
| Ki       | 7        | José María López       | Geox Dragon Racing        | 25  | Baleset        | 2        |      |
| Ki       | 17       | Gary Paffett           | HWA Racelab               | 9   | Baleset        | 9        |      |
| Ki       | 94       | Felix Rosenqvist       | Mahindra Racing           | 8   | Elektronika    | 17       |      |

Megjegyzés:
- ↑ b:  - +3 pont a pole-pozícióért
- ↑ b:  - +1 pont a leggyorsabb körért
- ↑ c:  - Felipe Massa eredetileg a 14. helyen ért célba, de utólag 20 másodperces időbüntetést kapott energiatúllépésért.

## A világbajnokság állása a verseny után
(Teljes táblázat)
| H  | Versenyzők             | Pont | H  | Konstruktőrök             | Pont |
| -- | ---------------------- | ---- | -- | ------------------------- | ---- |
| 1. | António Félix da Costa | 28   | 1. | DS Techeetah              | 29   |
| 2. | Jean-Éric Vergne       | 18   | 2. | BMW i Andretti Motorsport | 28   |
| 3. | Jérôme d’Ambrosio      | 15   | 3. | Nissan e.dams             | 16   |
| 4. | Mitch Evans            | 12   | 4. | Mahindra Racing           | 15   |
| 5. | André Lotterer         | 10   | 5. | Panasonic Jaguar Racing   | 13   |

- Jegyzet: Csak az első 5 helyezett van feltüntetve mindkét táblázatban.